# Indigofera subcorymbosa
Indigofera subcorymbosa är en ärtväxtart som beskrevs av John Gilbert Baker. Indigofera subcorymbosa ingår i släktet indigosläktet, och familjen ärtväxter. Inga underarter finns listade i Catalogue of Life.